# 常騫
常騫（？—？），字季慎，西晉蜀郡江原人。常竺之孫，閬中令常偉之子。常騫研究過《毛詩》和《三禮》，後出任益州從事、主簿、蜀郡功曹。察孝廉後，擔任萍鄉令、成都國（司馬穎）侍郎、綿竹令、成都國郎中令。晉惠帝永寧元年（301年），常騫跟隨司馬穎討伐司馬倫有功，被封為關內侯，並升任魏郡太守兼材官將軍。由於此時八王之亂，中原大亂，常騫打算辭職，被朝廷任命為新都（新都王司馬衍）內史，不久又被任命為湘東太守，常騫還沒來得及上任就去世，享年虛歲六十八歲。